# Waze
Wazeとは無料のターンバイターンナビゲーション機能のある携帯電話向けGPSアプリケーションで、イスラエルで起業したWaze Mobileが開発している。現在iOS、Android、Symbian、Maemo、Windows Mobile、BlackBerry OS（ベータ版のみ）に対応している。

## 概要
Wazeは従来のGPSナビゲーションソフトウェアと異なり、ルート情報とリアルタイムの渋滞状況を提供するためのコミュニティ主導アプリケーションおよびユーザーの運転時間を学習する仕様となっている。ダウンロードも使用も無料である。加えて、ユーザーは事故、交通渋滞、スピード違反検知、警察に関する情報の報告や道路、ランドマーク、ハウスナンバーなどの更新も可能である。また周辺やルート沿いにある最安および最も近いガソリンスタンドを見つけることもできる。2012年1月時点でこのアプリケーションは世界中で1200万ものダウンロード数がある。2012年7月、Wazeはユーザー数が2000万人と6ヶ月で半分以上に増えたことを発表した。
Wazeは世界どこでもダウンロードして使用出来るが、基本地図が満たされているのは一部の国のみで他国では未だに道路記録や地図編集のためのユーザーを必要とする。現在基本地図が完成している国はアメリカ合衆国、カナダ、イギリス、フランス、ドイツ、イタリア、ベルギー、イスラエル（国にとって最も良い地図と主張している）、南アフリカ共和国、エクアドル、アルゼンチン（一部）、チリ、パナマだが、会社では欧州などの他国でも使用できるようにする計画を練っている。
ターンバイターン音声付きナビゲーション、リアルタイム渋滞状況、他の場所固有の警告に加えてWazeは同時にユーザーの走行速度と位置を含む匿名情報をサービス全体を向上することを目的としたデータベースに送信する。このクラウドソーシングはWazeコミュニティとして運転中にアプリケーションを起動している時にナビゲーションとマッピングのエラーや交通事故をシンプルに報告できるようにできる。Wazeはユーザーをさらに楽しませるためのカップケーキ拾いや他のゲーム要素でユーザーはポイントを獲得するために特定の場所にあるカップケーキや他のロードグッズのアイコン上を運転することができる。このミニゲームはユーザーに競争を煽ることでよりユーザーのための貴重な道路情報や内容が薄いか欠乏しがちな詳細なデータベースを得ることができる。ミニゲームに加えて、Wazeは渋滞や危険情報を報告したユーザーに対して常にポイントを授与しており、ポイントはユーザーのアバターを変更したり、コミュニティ内でステータスをレベルアップするのに使用出来る。
2011年、Waze Mobileはソフトウェアのアップデートでリアルタイム表示、ストリートでの祭りやデモ活動といったローカルイベントと行ったコミュニティが興味をもつであろう厳選された情報が検索できるようになった。
2012年6月、Wazeのアップデートでガソリンのリアルタイム表示機能が提供されるようになった。他のWazeにおけるリアルタイムアップデートのように1900万人以上のユーザーによって値段が投稿されている。
同年7月、ユーザー数が2000万人になり6ヶ月のみで1000万人から倍増した。Wazeユーザー達による運転総距離は32億マイル以上とされる。
2013年6月11日、米Googleが、10億ドル強で買収。Google Mapサービスを拡充する計画。Wazeユーザー数は4700万人。

## Waze Ltd.
Waze Ltd.はウリ・レビンとソフトウェアエンジニアのエフード・シャブタイとアミール・シナーが2008年イスラエルでLinqmapという社名で設立した。2011年12月時点で従業員が80人おり、そのうち70人はイスラエルのラーナナにある施設で、10人はカリフォルニア州パロアルトで働いている。

## 資金調達
2010年に資金調達の第2ラウンドで2500万ドルを集めた。2011年、ロケーション型広告での収益化やアジア進出計画で3000万ドルを調達した。

## 特許
- US Patent 7,936,284. 駐車時間を推計するシステムと方法の特許で2011年5月3日取得。

## ライセンス
Wazeバージョン2.xはGNU General Public License v2だったが、地図データにはこのライセンスは適用されない。Wazeのプロジェクトが始まる前はオープンコンテントライセンスが適用されるフリーの地図データが使用されていたが、Wazeのノアム・バーディンCEOはWazeがオープンストリートマップのようなプロジェクトとは根本的に異なることやWazeのサービスの商業化を萎縮させる地図データのライセンスは油断ならないと感じたという。結局Wazeバージョン3.xからはプロプライエタリライセンスに切り替えられた。

## ソース
2012年6月1日時点でAndroid対応の公式に公開された最後のオープンソースクライアントバージョンは2.4である。